# Wujiangdu Shuiku
Wujiangdu Shuiku är en reservoar i Kina. Den ligger i provinsen Guizhou, i den sydvästra delen av landet, omkring 69 kilometer norr om provinshuvudstaden Guiyang. I omgivningarna runt Wujiangdu Shuiku växer i huvudsak blandskog.
Genomsnittlig årsnederbörd är 1 273 millimeter. Den regnigaste månaden är maj, med i genomsnitt 249 mm nederbörd, och den torraste är januari, med 23 mm nederbörd.